# Georg Vogel (Diplomat)
Georg Vogel (* 15. Januar 1903 in Hamburg; † 30. April 1992 in Freiburg im Breisgau) war ein deutscher Diplomat in der Zeit des Nationalsozialismus und in der Bundesrepublik.

## Werdegang
Während seines Studiums der Rechtswissenschaften wurde Vogel 1921 Mitglied der Burschenschaft Franconia Freiburg. Vogel war zwischen 1928 und 1934 in der Staatsverwaltung und in der Reichsfinanzverwaltung in Hamburg tätig. Nach der Machtergreifung der Nationalsozialisten wurde Vogel am 2. November 1933 Mitglied der SS (Mitgliedsnummer 138.133). Am 20. April 1939 wurde er zum Obersturmführer befördert. Vogel wurde am 1. Januar 1937 Mitglied der NSDAP.
1934 wechselte er in den Auswärtigen Dienst und bekleidete Stationen in Prag, London und von 1938 bis zum 6. April 1941 in Athen. Nach der Kapitulation Griechenlands am 23. April 1941 kehrte er mit dem Bevollmächtigten des Reiches für Griechenland, Günther Altenburg, nach Athen zurück und blieb dort bis Oktober 1943. Danach war er bei Botschafter Karl Ritter im Außenministerium eingesetzt.
Nach Kriegsende war er von 1945 bis 1949 Amtsrichter in Hessen, über seine Entnazifizierung ist nichts bekannt. Vogel war 1948 Zeuge der Verteidigung im Wilhelmstraßen-Prozess. Nach Gründung der Bundesrepublik war er von 1949 bis 1955 im Bundesministerium für Angelegenheiten des Marshallplanes bzw. im Bundesministerium für wirtschaftliche Zusammenarbeit tätig und dort von 1953 bis 1955 Leiter der Abteilung K (Rechts-, Kabinetts- und Parlamentsangelegenheiten, ab 1954: Rechts- und Kabinettsangelegenheiten). In den Jahren 1954–1955 war er Leiter der FOA-Mission in Washington und kehrte dann in den Auswärtigen Dienst zurück. Von 1956 bis 1958 war er Generalkonsul in Salisbury (Föderation von Rhodesien und Njassaland), von 1958 bis 1961 Botschafter in Kuala Lumpur (Malaysia), von 1961 bis 1964 in Quito (Ecuador) sowie von 1964 bis 1968 in Caracas (Venezuela).
Die Burschenschaft Alemannia Marburg ernannte ihn 1977 zum Ehrenmitglied. Georg Vogel wurde in der Familiengrabstätte auf dem Friedhof Ohlsdorf (Planquadrat U 28) beigesetzt.

## Ehrungen
- 1968: Großes Verdienstkreuz mit Stern der Bundesrepublik Deutschland

## Schriften
- Diplomat unter Hitler und Adenauer. Düsseldorf 1969